# 레티나 (영화)
《레티나》(영어: Retina)는 2017년에 개봉한 미국의 미스터리, 스릴러, 드라마 영화이다.
 카를로스 페레르가 감독과 각본을 맡았다.
 미국은 2017년에 개봉되었다.

## 줄거리
남편의 외도를 목격하고 집을 나와 혼자 살던 에이프릴은

불안 치료제 개발에 관련된 의료 연구에 참여하면 사례비를

준다는 전화를 받고 실험에 참여하기로 한다. 
병원에서 준 약을 먹은 후, 에이프릴은 끊임없이 악몽에 시달리고

꿈과 현실 사이의 경계가 흐려지는 부작용에 시달린다.

그러던 중 누군가 자신을 죽이려 한다는 사실을 깨닫고 필사적으로 도망치는데…

## 출연진

### 주연
- 린지 고랜슨 - 에이프릴 왓슨 역
- 게리 스완슨 - 그린 박사 역
- 론 핵스턴 - 인터로게이터 역

### 조연
- 이안 템플 - 브라이언 역
- 조슈아 젠크스